# Juin 1952

## Évènements
- Réforme agraire au Guatemala. Elle vise les terres non cultivées des grands domaines et exclut les propriétés de moins de 200 ha. 600 000 ha sont redistribués. Elle rencontre l’opposition de droite et surtout celle de l’United Fruit Company (UFCO), dont 85 % des immenses terres ne sont pas exploités. Les propositions d’indemnisation du gouvernement s’appuient sur les déclarations fiscales de la compagnie qui a considérablement sous-estimé la valeur de ses possessions. Le gouvernement des États-Unis prend la défense de la UFCO et accuse le Guatemala de mener des politiques antiaméricaines et d’être à la solde des communistes.

- 6 juin :
  - promulgation de la Constitution de la ville libre et hanséatique de Hambourg.
  - Le Soviétique V.I. Efimenko, sur planeur A.9, établit un record de distance à but fixé de 636,877 km.

- 7 juin : l’Anglais T.W. Hayhow, sur Auster Aiglet Trainer (sous-classe C1b), établit les records de parcours entre Londres et Berne.

- 8 juin :
  - Les Polonaises W. Szemplinska et A. Kucharska, sur planeur Zurav SP-1276, établissent un record féminin de distance avec but fixé et retour au point de départ de 164,6 km.
  - Le Belge Paul Burniat, sur Beechcraft Bonanza, établit un record de vitesse sur circuit fermé de 2 000 km de 255,776 km/h (poids de l’appareil : 1 173 kg).

- 11 juin : élection générale saskatchewanaise. Tommy Douglas (CCF) est réélu premier ministre de la Saskatchewan.

- 12 juin : 
  - élection générale britanno-colombienne. W.A.C. Bennett dirigé par le Parti Crédit social de la Colombie-Britannique remporte le pouvoir.
  - L’Américain H.E. Mistele, sur hydravion Cessna 170 (sous-classe C2b), poids 1 116,97 kg, établit un record de distance en ligne droite de 1 523,62 km.

- 14 juin : départ de la vingtième édition des 24 Heures du Mans.

- 15 juin, France : 
  - adoption d’un plan quinquennal de développement de l’énergie atomique.
  - Victoire de Hermann Lang et Fritz Riess sur une Mercedes aux 24 Heures du Mans.
  - L’Américain Max Conrad, sur Piper Pacer, traverse l’Atlantique Nord.

- 17 juin : le plus grand dirigeable non rigide jamais construit, le ZPN-1, entre en service aux États-Unis (longueur 324 pieds, soit 98,75 m, hauteur de 35 pieds, soit un peu moins de 10,7 m).

- 18 juin : l’Américain Ch. L. Davis, sur hydravion Piper PA-18 Super Cub, poids 587,4 kg (sous-classe C2a), établit un record d’altitude de 7 467 m.

- 21 juin : premier vol du Fouga Gémeaux V.

- 22 juin :
  - France : transfert des cendres de Louis Braille au Panthéon à Paris.
  - Formule 1 : Grand Prix automobile de Belgique.

- 23 juin - 24 juin : des éléments combinés de l’Air Force, de la Navy et du Marine Corps détruisent pratiquement le potentiel électrique de la Corée du Nord avec des attaques sur des objectifs militaires primordiaux qui avaient été évités en presque deux ans de conflit.

- 27 juin :
  - France : Joseph Laniel est nommé Président du Conseil du gouvernement Antoine Pinay.
  - Premier vol plané du Bell X-2 n° 2, piloté par l’Américain J. Ziegler.

- 29 juin : accident du prototype du Gloster Javelin à Boscombe Down, son pilote le Sqn Ldr W A Waterton s'en sort avec de légères brûlures.

- 30 juin : fin du Plan Marshall.

## Naissances
- 2 juin : 
  - Catherine Wagener, actrice française.
  - Jean-Pierre Fabre, homme politique togolais.
- 5 juin : Carole Fredericks, chanteuse franco-américaine († 7 juin 2001).
- 6 juin : Harvey Fierstein, acteur, scénariste et dramaturge américain.
- 7 juin :
  - Liam Neeson, acteur Irlandais.
  - Orhan Pamuk, écrivain turc.
  - Hubert Auriol, Pilote moto et auto, animateur de télévision français († 10 janvier 2021).
- 9 juin : Joaquim Santos, pilote de rallyes portugais († 18 mars 2024).
- 12 juin : Patricia Russo, femme d'affaires américaine, directrice générale d'Alcatel-Lucent.
- 15 juin : Ramtane Lamamra, homme politique et diplomate algérien.
- 17 juin : Étienne Chatiliez, réalisateur et scénariste français.
- 18 juin : Idriss Déby, Ancien président de la République du Tchad, Maréchal du Tchad († 20 avril 2021). 
  - 19 juin : Bob Ainsworth, Secrétaire d'Etat à la Défense du Royaume-Uni.
- Fabrice Cazeneuve, réalisateur français de téléfilms et documentaires.
- 20 juin : John Goodman, acteur américain.
- 22 juin : Graham Greene, acteur canadien.
- 23 juin :
  - Earl Brown, basketteur portoricain.
  - Anthony Jackson, bassiste américain de jazz.
  - Robert D. Kaplan, écrivain américain.
  - Virlana Tkacz, metteuse en scène et écrivaine américaine.
- 25 juin : Péter Erdõ, cardinal hongrois.
- 26 juin : Simon Mann, mercenaire britannique et sud-africain († 8 mai 2025).
- 28 juin : 
  - Pietro Mennea, athlète, italien.
  - Jean-Christophe Rufin, médecin, historien, écrivain, et diplomate français.
- 30 juin : Laurent Joffrin, journaliste français.

## Décès
- 12 juin : Michael von Faulhaber, cardinal allemand, archevêque de Munich (° 5 mars 1869).
- 21 juin : Wilfrid May, as de l'aviation durant la première guerre mondiale.
- 22 juin : Hugo Iltis, biologiste tchèque